# Чепићко поље
Чепићко поље, је крашко поље у источним делу Истре на западном подножју планине Учке. На месту данашњег поља налазило се Чепићко језеро (око 860 хектара) које је исушено 1932. године прокопом 4.250 метара дугог одводног канала, чије су воде отекле у Пломински залив. Данас из овог поља тече река Раша.
Неколико месеци након исушивања изграђен је кроз њега и први пут. Уз Чепићко поље налазила су се данас опустела истрорумунска (Ћићи) села од којих још нека егзистирају, то су Нова Вас, Летај, Гробник, Чепић, Брдо, Кострчани, Јасеновик и Шушњевица
Поље данашњи становници користе за сејање пшенице. Често је погођено поплавама.